# Kaarma (commune)
Kaarma (en estonien : Kaarma vald; avant 1919 Karmel en allemand) est une ancienne municipalité rurale du Comté de Saare en Estonie. Elle s'étendait sur une superficie de 391,47 km2. 
Sa population était de 4 518 habitants(01/01/2012).
Le 12 décembre 2014, elle est intégrée dans la Commune de Lääne-Saare.

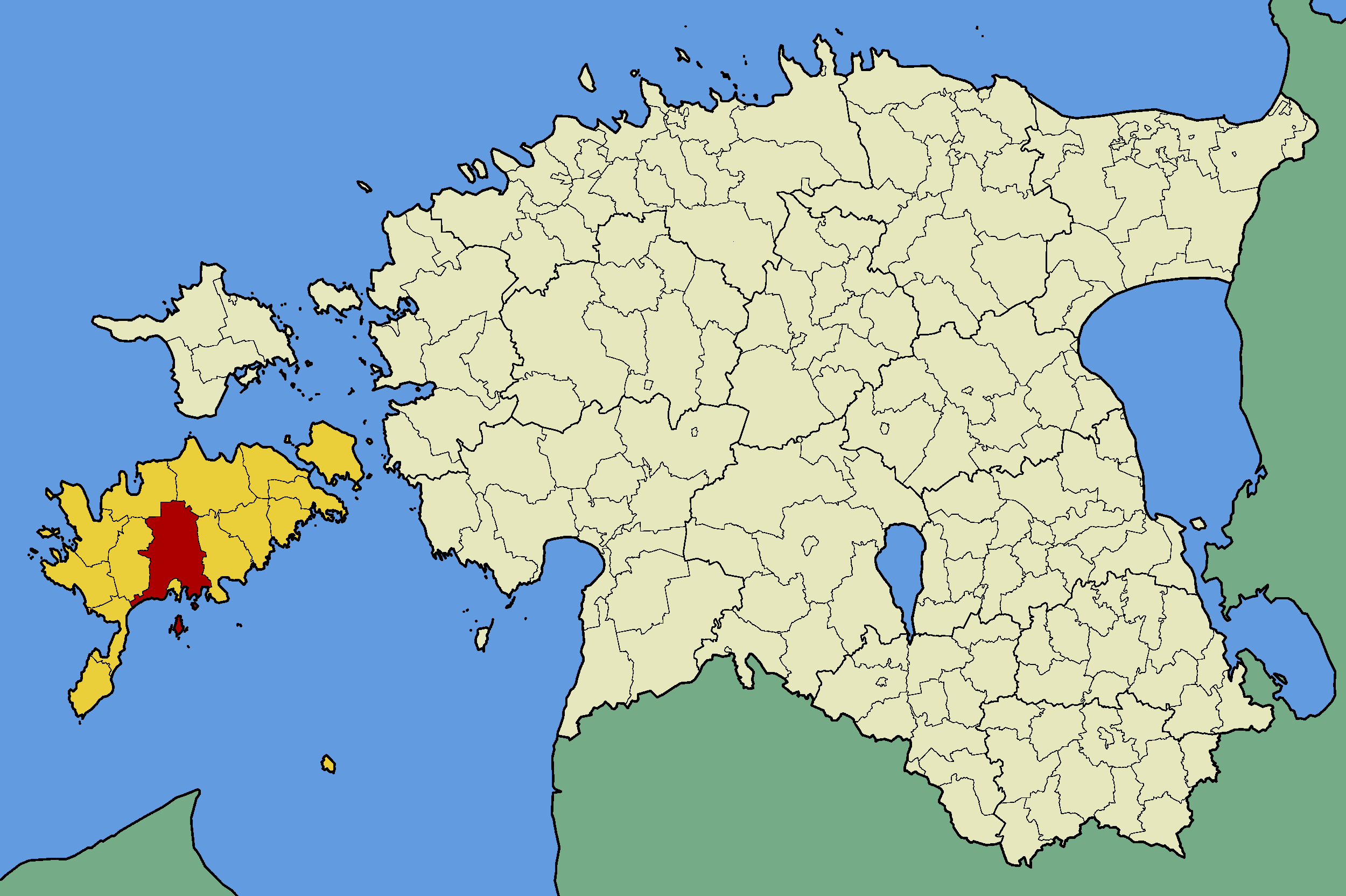
Commune de Kaarma (en rouge) dans le Comté de Saare (en jaune).

## Municipalité
La commune comprenait 68 villages:

### Villages
Abruka, Anijala, Ansi, Aste, Asuküla, Aula-Vintri, Eikla, Endla, Haamse, Hakjala, Hübja, Irase, Jootme, Jõe, Kaarma, Kaarmise, Kaisvere, Kasti, Kaubi, Kellamäe, Keskranna, Keskvere, Kiratsi, Kirikuküla, Koidu, Koidula, Kuke, Kungla, Käku, Kärdu, Laadjala, Laheküla, Laoküla, Lilbi, Maleva, Meedla, Metsaküla, Mullutu, Muratsi, Mõisaküla, Mändjala, Nõmme, Paimala, Parila, Piila, Praakli, Põlluküla, Pähkla, Pärni, Randvere, Saia, Sepa, Sikassaare, Tahula, Tamsalu, Tõlli, Tõrise, Tõru, Uduvere, Unimäe, Upa, Vaivere, Vantri, Vatsküla, Vestla, Viira, Õha.